# Pioz
Pioz es un municipio y localidad española de la provincia de Guadalajara, en la comunidad autónoma de Castilla-La Mancha. El término municipal tiene una población de 5204 habitantes (INE 2024).

## Geografía
El pueblo de Pioz se asienta sobre el páramo alcarreño, integrado dentro de la provincia de Guadalajara, en la comarca de la Alcarria Baja, a una altitud media de 856 m sobre el nivel del mar, entre los valles del Henares y del Tajuña.
El municipio está emplazado a unos 25 km de la capital provincial, Guadalajara, en dirección sur, accediéndose desde esta por la carretera CM – 2004, que atraviesa los términos municipales de Chiloeches y Pozo de Guadalajara hasta Pioz. Como referencia complementaria de situación, el municipio se sitúa al este del municipio de Alcalá de Henares (Madrid), a unos 22 km, con acceso desde este por la M-300 hasta el Alto del Gurugú y, desde el punto de intersección en esta zona, por la M-213, atravesando los términos municipales de Anchuelo (Madrid) y Santorcaz (Madrid), hasta enlazar, por continuidad, con la carretera CM-227 hasta el Pozo de Guadalajara, donde se toma la CM-2004 hasta Pioz.
Por cualquiera de las dos vías de comunicación referidas anteriormente se accede a la A-2, de Madrid a Barcelona y a la R-2 de peaje, de Madrid a Guadalajara, siendo estas las rutas habituales para comunicar con la capital nacional, Madrid, que se encuentra a unos 55 km del municipio de Pioz.
Adicionalmente, existe un acceso complementario desde Guadalajara o Madrid, a partir del p.k. 38,3 de la A-2, donde existe un enlace al desvío de la carretera M-226, que se puede tomar en dirección a Los Santos de la Humosa y, desde el núcleo urbano de este municipio, a través de la M-235, al Pozo de Guadalajara, donde se dispone la ya comentada CM-2004 hasta Pioz.
Su término municipal limita con las villas de Pozo de Guadalajara, Guadalajara, Loranca de Tajuña, Corpa, Pezuela de las Torres y Santorcaz.

### Clima
Datos referidos a serie completa de veinte años (1985-2005)
Temperaturas:
Mínima invierno: -8,3 °C. Media mínimas: -1,4 °C. Media anual: 12,5 °C. Media de máximas: 32,9 °C. Máxima verano: 39,5 °C
Precipitación:
Media anual: 499 mm
Evapotranspiración:
Thornthwaite: 723 mm; Factor R: 68
Nº medio anual de días:
Lluvia: 73. Nieve: 6. Tormenta: 19. Niebla: 12. Helada: 68
Nº medio de horas anuales de sol: 2.525
Clasificaciones climáticas:
Papadakis: Mediterráneo Templado; Régimen de humedad: me (mediterráneo semiárido); Régimen térmico: TE (Templado Cálido);
Tipo de invierno: av (avena fresco); Tipo de verano: M (Maíz);
Periodo cálido en secano: 2,2 meses; Periodo seco o arido: 4,0 meses; Periodo de heladas: 6,7 meses

### Geología
De acuerdo a la información recopilada en el Instituto Tecnológico Geominero de España el área que ocupa el término municipal de Pioz se encuentra asentada dentro de la denominada “Fosa del Tajo”, que se desarrolla entre el borde sur del Sistema Central, el oeste de la Sierra de Altomira y los bordes norte y este de los Montes de Toledo. Dentro de esta, el entorno concreto de Pioz se incluye dentro de la unidad morfológica del “Páramo de la Alcarria”. Sus características se resumen en los párrafos siguientes.
Estratigrafía
La mayor parte de la superficie del término está constituida por terrenos del Terciario que se pueden datar, dentro del Neógeno, en el Mioceno Superior Turoliense, quedando solo unas estrechas franjas, con anchuras medias de unos 50 m, que constituyen, por una parte, el cauce básico del Arroyo Valilongo, que atraviesa el término municipal de norte a sur, por otra, la de un pequeño cauce estacional que discurre del centro al sur del término y, por último, el inicio de la depresión que encauza las aguas del denominado Arroyo del Val, que nace al sur del propio terminó partiendo del cauce estacional antes comentado y es tributario directo del Río Tajuña solo 5 km aguas abajo de su nacimiento, las que están formadas por terrenos del Cuaternario, en concreto, sedimentos de fondo de valle del Holoceno.
El inicio de la depresión del antes comentado Arroyo del Val, con escasa superficie dentro del término de Pioz, afloran calizas y margas que, aun siendo formaciones del Terciario, están a caballo entre el Astaraciense, del Mioceno Medio, y el Vallesiense, del Mioceno Superior. También aparecen en esta zona pequeñas formaciones de arcillas yesiferas, más claramente datadas en el Astaraciense, dentro del Aragoniense, en el Mioceno Medio.
- Terrenos del Terciario

La facies está formada por Calizas del Turoliense y su expresión morfológica es la superficie del “Páramo de la Alcarria”, con un buen estado de conservación y retoques erosivos en el área del término municipal de Pioz. El límite inferior de este conjunto calcáreo lo forman los sedimentos terrígenos de la unidad subyacente, con los que forma una mega secuencia sedimentaria, equivalente al Tercer ciclo Neógeno de Torres et al. (1987) y a la subunidad 3 de la Unidad Terminal de Díaz Molina (1987).
La litología es de calizas micríticas de colores blancos y blanco – grisáceos, estratificadas en capas que suelen oscilar entre 0,5 y 3 m, a veces con aspecto brechoide. Hacia la base presentan intercalaciones decimétricas de margas blanquecinas. La unidad se encuentra mínimamente karstificada, con desarrollo superficial de “terra rosa”.
Su examen microscópico revela que se trata de calizas de algas dismicríticas, calizas oncolíticas y algunas biomicritas. En algunos casos se encuentran trazas de cuarzo detrítico muy fino. No se aprecian otras estructuras sedimentarias que no sean alguna porosidad móldica de bioclastos, laminación algal y bioturbación.
- Terrenos del Cuaternario

Son depósitos ligados a la dinámica fluvial, formados por el fondo de valle de los arroyos, datados en el Holoceno. Están constituidos por materiales aluviales – coluviales, al haberse indentado los materiales aluviales con coluvios movidos del propio valle por el que discurren los cauces.
Están formados por arenas, arcillas y cantos de composición calcárea, aún con poco desarrollo y escasamente redondeados, al tratarse de cauces cortos y tendidos, con mínimas aportaciones y avenidas, donde los materiales han sufrido un escaso transporte.
Tectónica
En el entorno general de la zona en que se asienta el término municipal de Pioz se interpreta la existencia de procesos de disolución ligados a asentamientos de materiales en fallas reactivadas del basamento. Se considera que en esta área se producen reajustes de los materiales a causa de los movimientos de las fallas preexistentes. Los sedimentos en que quedan reflejados estos movimientos son los tramos más superficiales de naturaleza carbonatada, en los que se manifiesta un replegamiento suave, al mismo tiempo que tienen lugar procesos de disolución de calizas.
Se da un buzamiento generalizado menor de 22°, pero que en puntos aislados alcanza los 60°. Estos últimos corresponden a bloques separados de los tramos calizos y, a su vez, movidos a favor de las laderas.
Los distintos sistemas de fracturación o diaclasamiento quedan incluidos dentro de las direcciones generales existentes a nivel regional y sus movimientos indican un asentamiento normal de las capas superficiales de la cobertera terciaria.
Geomorfología
Como se ha mencionado anteriormente, la zona de estudio se encuentra dentro de la Unidad Morfoestructural de la Fosa del Tajo y, dentro de esta, la expresión morfológica de las Calizas del Turoliense es la superficie del Páramo de la Alcarria, con un buen grado de conservación. Esta superficie es posterior a la sedimentación del Páramo y a la fase tectónica Ibero manchega I (Aguirre et al, 1976).
Los terrenos del Terciario son áreas sin depósitos superficiales con predominancia de cantos calcáreos, con una edad finineógena, instalada sobre calizas del Turoliense y con un buen desarrollo superficial.
Los terrenos del Cuaternario están constituidos por materiales aluviales – coluviales depositados por la dinámica fluvial y aportes laterales de las laderas del valle que forma el propio arroyo.
En cuanto a tendencias futuras, no se prevén cambios significativos en el entorno. Si continúan los procesos de desertización los terrenos en laderas podrían volverse más inestables al disminuir la cobertura vegetal, produciéndose fenómenos de coluvios por acción de la gravedad, lo que puede originar, a largo plazo, el rebajamiento del relieve del área que tienda a suavizar las ya escasas diferencias altimétricas.

### Edafología
Aun presentando ligeras diferencias entre suelos que forman las zonas de monte, más inalteradas, o los de formaciones depresivas o de deposición de coluvios, en los entornos de los cauces de arroyos, desde el punto de vista edafológico, y de forma mayoritaria, los suelos integrados en el término municipal de Pioz constituyen una formación típica cuaternaria del paleosol, denominada "terra rosa" o arcilla de descalcificación, suelos que proceden de la decarbonatación lenta de las calizas duras en los climas mediterráneos y están asentados sobre los propios afloramientos calizos. Estos suelos han sufrido, por una parte, una decarbonatación por lavado y, por otra, una rubificación o evolución fersialítica de las sales de hierro, por deshidratación más o menos completa. Se han formado en un clima más cálido que el actual y con estaciones muy contrastadas, clima en el que periodos húmedos sucedían a otros muy cálidos y secos.
En épocas más actuales, este paleosol ha sufrido una evolución climática de calcificación, con formación de una costra caliza por influencias del clima sub-desértico, que ha motivado contrastes derivados de la alternancia de periodos de lluvias cortas y otros de fuerte evaporación. Sobre este proceso se ha dado una recarbonatación, producida por la incorporación reciente de trozos de caliza, tanto por coluvios como por la acción humana, que sufren una nueva alteración, liberando carbonato activo y elevando el pH, llegando a formar rendsinas, denominadas rojas.
Los suelos fersialíticos de este tipo tienen un alto contenido en hierro, debiendo su color a la deshidratación parcial de los hidratos de hierro ligados a la arcilla. Cuando el suelo conserva una cierta humedad, las arcillas, revestidas de óxidos de hierro incompletamente deshidratados, de color pardo rojo, permanecen dispersables y pueden emigrar, produciéndose lavados en las arcillas, pero en periodo seco sobreviene la deshidratación completa del hierro y el conjunto precipita formando finos agregados estables, de color francamente rojo. La evolución de este proceso de rubificación está limitado, en parte, por la presencia de caliza activa.
El análisis específico de los tipos medios de suelos en las zonas de monte, con menor grado de alteración humána por no estar cultivados, denota perfiles formados por los siguientes horizontes:
- Horizonte A:

De unos 10 a 30 cm., mull grumoso, parcialmente empardecido y muy aireado, empobrecido en arcilla y con contenidos más altos en materia orgánica, aún sin ser estos superiores al 3 – 4 %. En ocasiones, la mayor estratificación de la materia orgánica y la estructura que se crea, junto con la mayor incidencia de procesos de lavado, permite diferenciar dos horizontes, A1 y A2. Suelen presentar reacción básica con pH en el entorno de 7 a 7,5 y texturas franco-arcillo-arenosas, niveles de elementos gruesos en el entorno del 10 a 30% y altos niveles de calcio y magnesio y bajos de sodio, con conductividades bajas.
- Horizonte B:

Con potencias en el entorno de los 30 a 50 cm., se dan tipos Bt arcillosos, de color rojo vivo, con estructura muy acusada en poliedros o prismas y con grandes superficies brillantes que son, por una parte, de tendencia vértica (slickenside) y, por otra, testigos del lavado de arcilla (clay-skin). Su complejo absorbente está próximo a la saturación. Presentan reacción netamente básica, con pH en el entorno de 7,5 a 8 y texturas franco – arcillosas a arcillo – limosas. Se da la presencia de altos niveles de caliza activa, calcio y magnesio y bajos en sodio, sin riesgo de fitotoxicidad salina y con porcentajes muy bajos de materia orgánica. Presentan porcentajes en el entorno del 20 a 40% de elementos gruesos, en todos los casos formados por piedra caliza.
- Horizonte C:

Es de tipo Ca, costra caliza, y se sitúa a partir de los 50 a 70 cm., con una cierta profundidad y potencia. Lo forma una losa no continua de formación caliza pétrea, con tierra arcillosa roja que llena las fisuras (terra rosa). Estas fisuras han sido ensanchadas y gastadas por el agua (fenómenos kársticos), con una rubificación que disminuye de intensidad en profundidad. Por debajo de este horizonte se da un fenómeno de mantenimiento de la humedad, por la propia barrera que presenta a la capilaridad la costra caliza, anulando la rubificación en la base y constituyendo una singularidad de alto valor agrológico para cultivos como la viña, el olivo o la vegetación arbórea natural, cuyas raíces profundas permiten, atravesando las fisuras, aprovechar la reserva de agua por debajo de la costra caliza.
En los perfiles alterados por la sucesión de cultivos, que es el caso de la mayoría de la superficie del término municipal, la remoción continua producida por los aperos de labor ha originado un horizonte superficial A+B, sin estructura definida, que reúne y mezcla las características de los antes comentados, predominando bajos contenidos en materia orgánica, presencia de caliza activa y altos niveles de calcio y magnesio, con presencia de material pétreo calizo en porcentajes superiores al 20 a 30% y texturas franco – arcillosas. El pH es, en general, superior a 7,5.
La mayor accesibilidad a profundizar en la remoción de tierras, que se ha dado con la mecanización de la labores agrícolas, ha hecho que, prácticamente, desaparezca el horizonte B, que solo se conserva en los suelos más profundos de áreas depresivas ligadas a depósitos de arrastre. El horizonte Ca se suele mantener en toda la superficie, como se ha comentado para los suelos inalterados.
En general, todos los análisis de suelos realizados han resultado en conductividades bajas y escasa presencia de sodio, junto con capacidades medias de intercambio catiónico. No se da presencia de elementos tóxicos y las de los elementos nutrientes N y P2O5 es muy escasa. Sin embargo, sí es alta la presencia de K2O.

### Urbanizaciones
En los últimos diez años la población de Pioz ha crecido extraordinariamente, especialmente en las nuevas urbanizaciones de Trascastillo, Los Molinos, El Bosque del Henares, Valcastillo, Madrebuena, Las Matillas, Las Suertes, Montealto, La Arboleda, Los Charquillos y Los Llanos.

## Cultura

### Fiestas
Pioz celebra tradicionalmente tres fiestas: 
- La Candelaria: se realizan a inicios de febrero.
- Fiestas del Castillo de Pioz: Fiesta medieval recuperada en 2011 (se suspendió en 2009), es de fecha variable entre mayo y junio, cuenta con una feria con puestos de artesanía, complementos, juguetes, alimentación y animación, así como espectáculos medievales.[3] Se realiza una representación teatralizada de la toma de posesión del II Señor de Pioz, D. Pedro Gómez de Ciudad Real.
- San Donato: Son las fiestas mayores del municipio, se celebran en honor a San Donato, el cuarto domingo de agosto.

## Patrimonio artístico
- Castillo renacentista de mediados del siglo XV, mandado construir por el cardenal Mendoza, señor de Pioz, a su maestro de obras Lorenzo Vázquez, que, por el parecido que existe entre ambas obras, pudo ser el mismo maestro del castillo de Manzanares el Real.
- Iglesia de San Sebastián, del siglo XVI.

## Historia
No se han encontrado datos fidedignos sobre la fundación de Pioz; la versión más probable es que esta formara parte de los movimientos de repoblación posteriores a la reconquista de estos territorios por los reyes castellanos, entre los siglos XI y XII.
Sobre el momento histórico y forma en que se produce esta reconquista se han encontrado diferentes versiones; así, mientras que algunas sostienen la cesión por Al-Mamún, rey de la taifa de Toledo, a Alfonso VI de Castilla en el año 1072, otros historiadores atribuyen su reconquista, junto con el conjunto del Valle del Henares, a Alvar Fáñez Minaya, capitán de mesnada de Alfonso VI, en 1085, formando parte de la denominada reconquista de los territorios de la Marca Media de Al-Ándalus, entre el último cuarto del siglo XI y el final del siglo XII, que por entonces habían pasado del Califato al reino taifa de Toledo. Junto a estas versiones, el propio Índice de Guadalajara, de 1750, atribuye la conquista a este mismo capitán, Alvar Fáñez Minaya, pero en 1057: "El dho. Alvar Añez siendo capitan del Rey D.n Fernando el primero de este nombre que por sobre nombre se llamó el Grande, crio aquel Caballero Alvar Añez, y á su tío el Cid Ruy Diaz, y en el año 1.057, ganó a Guadalajara, y la saco del poder de los moros, siendo Sumo Pontifice en Roma Stephano nono de este nombre".

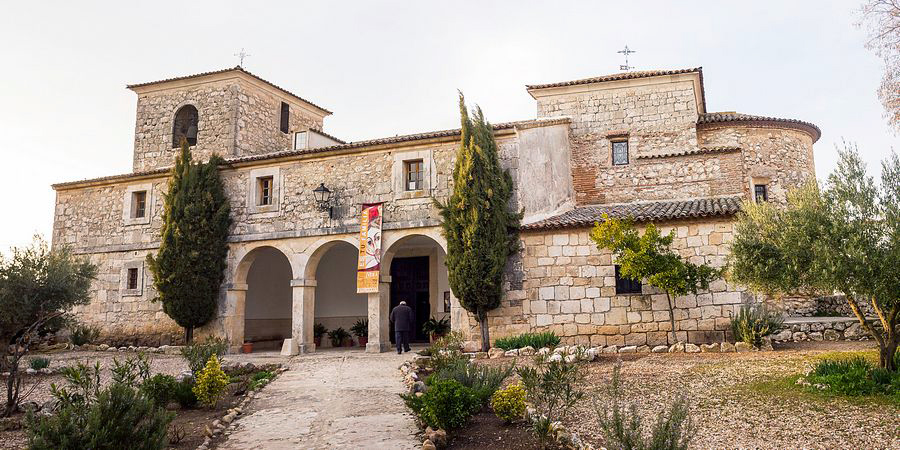
Iglesia de San Sebastián.

Los territorios que, desde el siglo IX al XI, se van ocupando al dominio árabe forman lo que se denomina la Extremadura Castellana, en la que se integraba gran parte de lo que hoy es la provincia de Guadalajara, dentro de los denominados Territorios de Transierra. Este conjunto se caracterizó por su estructuración sobre la base de los denominados Comunes de Villa y Tierra, de los que hubo hasta 42 en la denominada Extremadura Castellana.
En esta estructura, Pioz era una de las aldeas integradas en el Común de Villa y Tierra de Guadalajara, bajo dominio directo del rey, tanto la villa, que siempre lo era en los Comunes, como la tierra, que en el caso de Guadalajara eran de las denominadas Tierras Realengas.
Al Común de Villa y Tierra de Guadalajara le fueron otorgados fueros (el denominado Fuero Viejo) por Alfonso VII, incluyendo en su inicio un territorio de más de 1000 km cuadrados que reunía 50 aldeas. A este Común, en 1219, Fernando III le otorgó el denominado "Fuero Largo", llegando a su máximo esplendor en el siglo XIV, donde llega a incluir sesenta y una aldeas, divididas en seis sexmas, si bien el título de Ciudad no lo obtiene Guadalajara hasta el siglo XV. Posteriormente, el territorio de Guadalajara se reduce a veintiséis aldeas y alcarrias, ya quedando Pioz fuera de este, según recoge el Índice de Guadalajara de 1579.
Con una referencia concreta en cuanto a su vinculación, Pioz aparece como una de las aldeas que, en 1428, Juan II de Castilla entrega como dote a su hermana, la Infanta Catalina, para su matrimonio con el infante Enrique de Aragón. La cesión de éstas aldeas implica la extracción de su territorio del Común de Villa y Tierra de Guadalajara, coincidente en el entorno temporal con la asignación del título de Ciudad a Guadalajara.
La enemistad que posteriormente se genera entre Juan II y el infante Enrique, debida a las revueltas contra el monarca en que participa este último, hacen que, en 1430, Juan II confiscara todos los bienes que tenían, dentro de su reino, los infantes de Aragón, lo que hace que Pioz vuelva a manos del rey.
Como premio por su apoyo y fidelidad, el rey Juan II reparte las posesiones confiscadas entre los nobles que se habían aliado con él, frente a los infantes de Aragón. Uno de los lotes del reparto, el formado por los lugares de Armuña de Tajuña, Pioz, Meco, Retuerta, Yélamos de Suso, Yélamos de Ayuso, Miralcampo, Aranzueque, Fuentelviejo, El Pozo, Yunquera y Balconete, lo dona a a Íñigo López de Mendoza, nombrado posteriormente por este, el 2 de agosto de 1445, marqués de Santillana (fue el primer marqués nombrado en Castilla y el segundo en España), a la vez que le designa como conde del Real de Manzanares a partir del mayorazgo que ya poseía.
A su muerte, el 25 de marzo de 1458, el marqués de Santillana repartió en su testamento esas villas entre sus hijos, cediendo Pioz y el Pozo de Guadalajara a Pedro González de Mendoza, entonces Obispo de Sigüenza y que, posteriormente, sería el conocido como el Gran Cardenal Mendoza, el denominado "tercer rey" en tiempos de los Reyes Católicos.
Pedro González de Mendoza, en continuas disputas con el arzobispo de Toledo, Alonso Carrillo de Acuña, señor de la tierra de Alcalá y de la vecina fortaleza de Santorcaz, ordenó la construcción del castillo hacia el año 1469. Años después el cardenal trocaría el señorío de Pioz por el de la villa toledana de Maqueda a don Álvar Gómez de Ciudad Real, secretario del rey Enrique IV de Castilla, quien posteriormente lo legó a su hijo, Pedro Gómez de Ciudad Real. Sus herederos conservaron el señorío sobre Pioz hasta principios del siglo XIX.
A mediados del siglo XIX, el lugar tenía contabilizada una población de 274 habitantes. La localidad aparece descrita en el decimotercer volumen del Diccionario geográfico-estadístico-histórico de España y sus posesiones de Ultramar de Pascual Madoz de la siguiente manera:

PIOZ: v. con ayunt. en la prov. de Guadalajara (3 leg.), part. jud. de Pastrana (4), aud. terr. de Madrid (8), c. g. de Castilla la Nueva, dióc. de Toledo (20): sit. en llano, con libre ventilacion y saludable clima. Tiene 70 casas, la consistorial con habitacion para cárcel y escuela de instruccion primaria, á la que concurren 25 alumnos dotada con 700 rs., una posada publica, pósito con el fondo de 60 fan. de trigo, una igl. parr. (San Sebastian) servida por un cura y un sacristan; fuera de la v. y dominándola se ve un ant. cast. desmantelado, del que aun se conservan sus paredes en buen estado. térm.: confina N. Pozo de Guadalajara; E. Loranca de Tajuña; S. Pezuela de las Torres, y O. Santorcaz; dentro de él se encuentra una fuente de buenas aguas, que provee al vecindario, una ermita (la Soledad), y á sus inmediaciones un pozo con pila para abrevar los ganados. El terreno es llano, pedregoso, de secano y poco feraz; comprende un monte de encina y roble. caminos: los locales, en bien estado. El correo se recibe y despacha en Alcalá. prod.: trigo puro, tranquillon, cebada, avena, garbanzos y otras legumbres, leñas de combustible y carboneo, y pastos con los que se mantiene ganado lanar, vacuno, mular y asnal. ind.: la agrícola, y el carboneo cuando se permiten cortas. pobl.: 60 vec., 274 almas. cap. prod.: 1.790.000 rs. imp.: 89,500. contr.: 5,175.
(Madoz, 1849, p. 53)

## Demografía
Pioz cuenta con una población de 5204 habitantes (INE 2024).
| Gráfica de evolución demográfica de Pioz entre 1842 y 2021                                                          |
| |
| Población de derecho según los censos de población del INE Población de hecho según los censos de población del INE |

| Gráfica de evolución demográfica de Pioz entre 2000 y 2023 |
|                                                            |
| Población a 1 de enero según el padrón municipal del INE   |

A continuación se aporta una evolución más detallada de la demografía de Pioz durante el final del siglo XX e inicio del XXI, periodo en el que se ha producido la explosión demográfica causada por la construcción de numerosas urbanizaciones residenciales.
| 190           | 380 | 627 | 864 | 2191 | 3103 | 3595 | 3544 |
| (Fuente: INE) |     |     |     |      |      |      |      |

## Administración y política
| Periodo   | Nombre                                        | Partido        |
| --------- | --------------------------------------------- | -------------- |
| 2003-2007 | Emilio Rincón López                           | PSOE           |
| 2007-2011 | Emilio Rincón López                           | PSOE           |
| 2011-2015 | Amelia Rodríguez / Vladimiro Pastor Gutiérrez | PP/ CxC        |
| 2019-2023 | Juan Antonio Pendas Zacarías                  | Unidas Podemos |
| 2023-act. | Manuel López Carvajal                         | PSOE           |

## Servicios públicos
Educación
Existen dos colegios en el municipio: el CEIP La Arboleda de Pioz, y el CEIP Castillo de Pioz. El colegio Castillo de Pioz está en el pueblo. Por su parte, el colegio La Arboleda de Pioz se sitúa en la urbanización de La Arboleda.

## El descuartizador de Pioz
El crimen del descuartizador de Pioz fue un caso de asesinato y descuartizamiento que ocurrió en agosto de 2016 en Pioz. El autor del crimen fue Patrick Nogueira, un joven brasileño de 19 años que era sobrino de las víctimas. Nogueira mató a su tío Marcos Campos, a su tía Janaina Santos y a los dos hijos de ambos, David y María, de uno y cuatro años, respectivamente. Luego descuartizó a los adultos y los metió a todos en varias bolsas de basura que abandonó en el salón de su casa. El olor a la descomposición de los cuerpos, agravado por el calor al ser verano, alertó a los vecinos, que llamaron a la Guardia Civil. La investigación reveló que Nogueira había tenido antecedentes por violencia y que con 16 años había apuñalado a un profesor en plena clase tres años antes del crimen. Además, se comprobó que Nogueira había grabado y enviado por WhatsApp el minuto a minuto de su macabra noche, relatando cómo asesinaba y desmembraba a su familia. También se descubrió que su mejor amigo, el destinatario de esos mensajes, no solo no había hecho nada por impedir el último asesinato (ocurrido aproximadamente 6 horas después de los tres primeros), sino que además había alentado a Nogueira y le habría dado consejos de como deshacerse de los cuerpos o como escapar sin ser visto por nadie. Nogueira se entregó el 18 de agosto de 2016 tras regresar de Brasil, a donde había huido tras el descubrimiento de los cadáveres. Su hermana, abogada, le había convencido de que era mejor ser condenado y encerrado en una cárcel española antes que en una brasileña, por lo que aceptó regresar a España. Fue condenado por tres delitos: homicidio calificado por el motivo torpe o cruel (por matar a menores), asesinato con alevosía (sin premeditación) y malversación patrimonial (por apropiarse indebidamente del dinero del fallecido). El Tribunal Supremo elevó las penas contra él al considerar que actuó con premeditación y planificación. El crimen en Pioz causó una gran conmoción tanto en España como en Brasil, donde se le llamó “el descuartizador de Pioz”. El caso generó numerosas preguntas sobre las motivaciones del autor, su personalidad psicológica, su relación con la familia víctima y el papel del entorno social en el que vivía. También provocó debates sobre la prevención del crimen violento juvenil, la protección de los menores expuestos al peligro y la responsabilidad penal frente al encubrimiento o la complicidad. Se determinó durante el juicio que Nogueira era un psicópata, y no había motivos, más que aquellos infundados y tergiversados en su mente, para llevar a cabo el cuádruple crimen.